# Linia kolejowa 140 Nové Zámky – Prievidza
Linia kolejowa nr 140 Nové Zámky – Prievidza – linia kolejowa na Słowacji o długości 111 km, łącząca Nowe Zamki z miejscowością Prievidza. Jest to linia jednotorowa oraz częściowo zelektryfikowana na odcinku Nové Zámky - Šurany.